# Ctenotus pallescens
Ctenotus pallescens (північно-західний клинолапий гребневухий сцинк) — вид сцинкоподібних ящірок родини сцинкових (Scincidae). Ендемік Австралії.

## Поширення і екологія
Північно-західні клинолапі гребневухі сцинки мешкають в центральних районах Північної Території, а також в регіоні Кімберлі в Західній Австралії. Вони живуть в невисоких рідколіссях та на луках, що ростуть на піщаних або кам'янистих ґрунтах.